# Kufiya

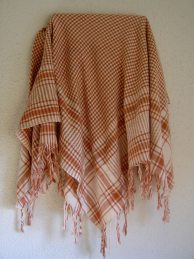
Un tipo de kufiya árabe roja y blanca.

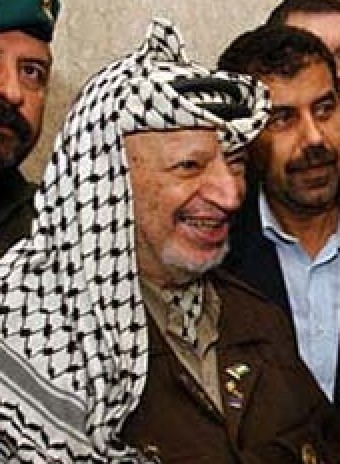
Yasir Arafat con su habitual kufiya palestina.

La kufiya (árabe: كوفية kūfīya, plural كوفيات kūfīyāt) o kefia, también conocida como (ya)shmagh (turco: yaşmak), ghutrah (árabe: غترة), ħaṭṭah (árabe: حطّة), mashadah (árabe: مشدة), sudra (hebreo: סודרא), shemagh, es un pañuelo tradicional de Oriente Medio y Arabia, usado principalmente en Jordania, Palestina, Irak, Siria, Líbano, el sureste de Turquía y la península arábiga. Está hecho normalmente de algodón o lino, aunque también puede llevar lana. Se suele llevar envolviendo la cabeza de diversos modos, tanto para proteger dicha parte del cuerpo del frío como del sol. En ambientes desérticos también puede tener utilidad para proteger la boca y los ojos de la ventisca y la arena.
Tiene un dibujo geométrico que varía de unas zonas a otras y que es, también en función de la región, de color negro o rojo, siempre sobre fondo blanco. La kufiya está a menudo sujetada a la cabeza por un cordón llamado agal (árabe: عقال, ʿiqāl).

## Etimología y denominaciones
Dado el peso de las consonantes en árabe y la multitud de formas vernáculas de vocalizar según la zona, la misma palabra kufiya puede encontrarse escrita de múltiples modos: kaffiyah, keffiya, kaffiya, kufiyya, kefiyyeh, etc. Etimológicamente, el nombre kufiya proviene de la ciudad de Kufa (Irak) (árabe: الكوفة, al-Kūfa) y ha dado lugar también al español cofia.
Aparte de kufiya existen otros términos para designar el mismo pañuelo o alguna de sus variedades. Así, en el Creciente Fértil también está muy extendido el vocablo shal (árabe: شال šal). La misma prenda es conocida por shimag (árabe: شماغ šimāġ) o hatta (árabe: حطّة ḥaṭṭa) en Jordania y otros lugares, mientras que en Arabia suele usarse gutra (árabe: غطرة ġuṭra), si bien esta palabra se refiere especialmente a una de color todo blanco.

## Historia
Sus motivos tejidos podrían tener su origen en representaciones de redes de pescadores o de espigas procedentes de la antigua Mesopotamia.

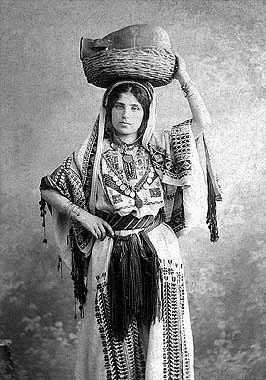
Traje tradicional árabe de Ramala vistiendo una Kufiya

En la Palestina histórica, solo los hombres campesinos (los felahin) y los beduinos llevaban tradicionalmente una kufiya, llamada hatta; era blanca y negra, e indicaba un estatus social humilde, rural y patriarcal. La kufiya les diferenciaba de los efendis que habitaban las ciudades y que marcaban su superioridad social llevando un tarbush o fez de color marrón. En 1936, fueron los campesinos quienes emprendieron la revuelta palestina contra las autoridades mandatarias británicas, y en los primeros años de la insurrección su kufiya les delataba cuando entraban en las ciudades, y les convertía en un blanco fácil para las tropas británicas. En agosto de 1938, época en la que la revuelta alcanzó su punto álgido, el mando palestino ordenó que todos los efendis abandonaran el fez por la kufiya para que los rebeldes pudieran confundirse con los demás ciudadanos. Aunque algunos efendis se resistieron, las fuentes de la época relatan que rápidamente los habitantes de las ciudades adoptaron con entusiasmo la kufiya como un símbolo de unidad nacional, a la vez que se convertía para los campesinos en un elemento democratizador que por primera vez borraba las marcas exteriores de distinción social y del antagonismo entre lo rural y lo urbano.
A mediados de la década de 1960, los fedayines palestinos retomaron la kufiya como emblema de lucha nacional y de unidad, y los jóvenes palestinos, tanto hombres como mujeres, empezaron a llevarla como muestra de identidad nacional y de activismo. De aquella época data la asociación de la kufiya con líderes palestinos como Yasir Arafat o Leila Jaled cuyas fotografías con kufiyas tuvieron un gran impacto mediático. En el extranjero se ha identificado desde entonces con la causa palestina, razón por la cual es conocida también como «pañuelo palestino». 
Si bien la kufiya tradicional de este país es blanca y negra y tradicionalmente sólo la usan los hombres, en el seno de la OLP los militantes de organizaciones de izquierdas se han identificado llevando kufiyas de dibujo rojo y de uso compartido por mujeres, y por contraste las negras se han asociado exclusivamente con los hombres militantes de Fatah, la organización hegemónica dentro de la OLP.

## Comercialización y reacciones adversas al simbolismo político

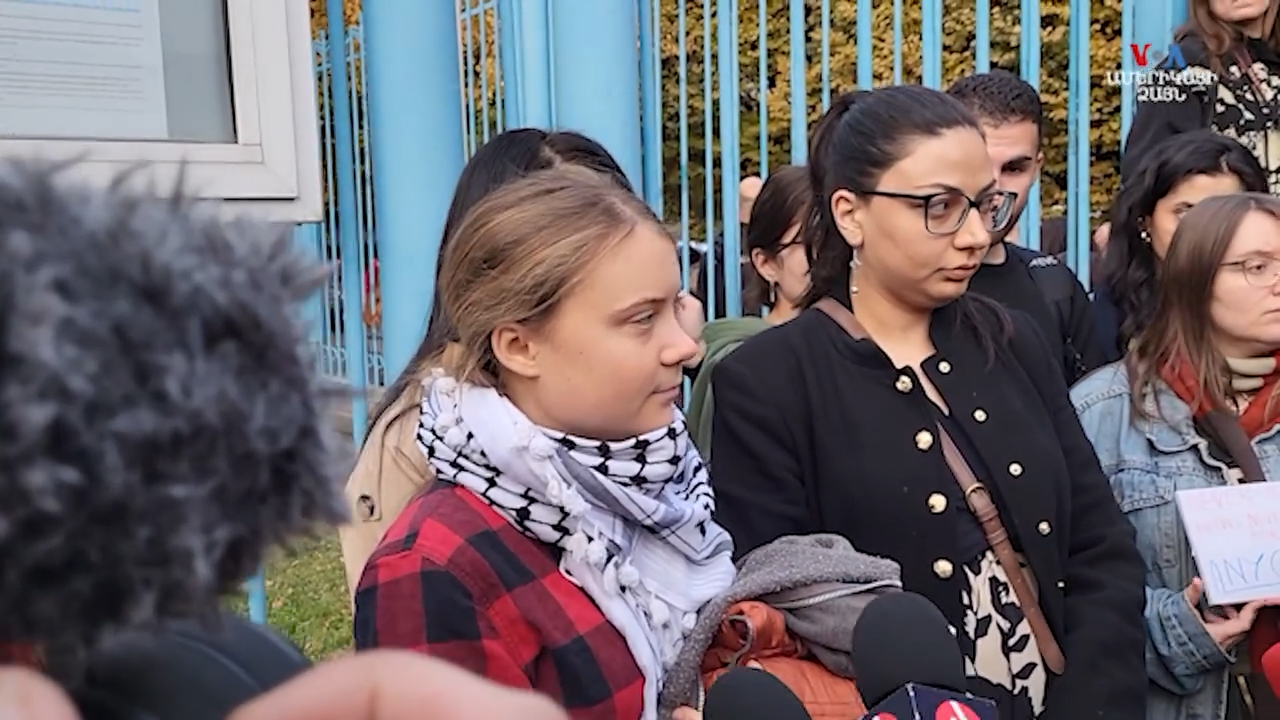
La activista medioambiental Greta Thunberg llevando una kufiya

La kufiya fue introducida en la alta costura por el modista francés Nicolas Ghesquière, de la empresa Balenciaga, y fue imitado pronto por otras marcas, dando a la prenda en ciertos ámbitos un valor de mero accesorio indumentario. Actualmente es normal ver a jóvenes, en todo el mundo con versiones de la kufiya en diversos colores. Los turistas en Oriente Medio, tanto occidentales como árabes, también se suman a la tendencia que, sin embargo, muchos ven como un insulto al símbolo tradicionalmente relacionado con la causa palestina.
Por otro lado, miembros de la comunidad judía, consideran la kufiya como un símbolo de respaldo al terrorismo, olvidándose de que este pañuelo es una prenda de uso milenario en los países árabes.